# Alberto Longarella
Alberto Daniel Longarella (13 maggio 1923 – 15 marzo 2017) è stato un lottatore argentino, specializzato nello stile greco-romano e libero.

## Biografia
Gareggò nei pesi welter.
Rappresentò l'Argentina ai Giochi olimpici estivi di Londra 1948 nel torneo di lotta greco-romana, dove esordì battendo lo svizzero Robert Diggelmann e fu eliminato a seguito delle sconfitte contro il francese René Chesneau e il finlandese Veikko Männikkö al secondo e terzo turno.
Ai Giochi panamericani di Buenos Aires 1951 vinse la medaglia d'argento.
Alla sua seconda apparizione olimpica, a Helsinki 1952, prese parte al torneo di lotta libera, in cui si classificò quarto, dopo aver battuto il canadese Nick Mohammed, il messicano Antonio Rosado e il cecoslovacco Vladislav Sekal, e perso contro lo statunitense William Smith. Nonostante un'unica sconfitta, non riuscì ad accedere alla fase finale.
Ai Giochi panamericani di Città del Messico 1955 si laureò campione continentale, mentre a quelli di Chicago 1959 chiuse al quarto posto.

## Palmarès
- Giochi panamericani

Buenos Aires 1951: argento nei pesi welter;
Città del Messico 1955: oro nei pesi welter;